# Andreas Gaebler
Andreas Gaebler (* 17. April 1984 in Pößneck) ist ein deutscher Fußballspieler. Er spielt in der Innenverteidigung.

## Karriere
Gaebler durchlief die Jugendabteilungen des 1. FC Kaiserslautern und zählte 2006/07 zum Zweitligakader, wurde aber nicht eingesetzt. So kam er 2007 zum SV Wilhelmshaven und half beim Aufstieg in die Regionalliga Nord. Nach einem einjährigen Gastspiel beim 1. FC Magdeburg kehrte Gaebler nach Wilhelmshaven zurück, wo er bis 2011 spielte.
Nachdem Gaebler zum Drittligisten SV Darmstadt 98 wechselte, stand er erstmals in der eingleisigen, dritten Liga auf dem Platz. Mit guten Leistungen avancierte Gaebler in der Saison 2011/12 zur Stammkraft bei den Lilien und erzielte in 36 Spielen vier Tore. 
Zur Saison 2013/14 wechselte Gaebler zum Regionalligisten FC 08 Homburg. In der Saison 2017/18 spielte Gaebler beim Oberligisten SV Morlautern. Im Sommer 2018 übernahm er das Amt des Spielertrainers beim Landesligisten SV Rodenbach.